# Quick Look
Quick Look è un programma incluso all'interno del sistema operativo Mac OS X Leopard.
Il programma permette di aver una visualizzazione rapida dei file selezionati.
Il programma è stato presentato durante il Worldwide Developers Conference del 2007.

## Descrizione
Il sistema operativo mostra tramite le icone un'anteprima dei singoli file.
Il programma estende questa funzionalità permettendo di visualizzare il contenuto dei file senza dover aprire i programmi che hanno creato i file.
Quick look gestisce nativamente file dei formati: PDF, HTML, QuickTime, ASCII e RTF, Apple Keynote, Pages e Numbers, documenti ODF, Microsoft Word, Excel, e PowerPoint (incluso OOXML), immagini RAW. Il programma lavora tramite plug in e quindi è possibile estendere i formati gesti dal programma.
Il programma funziona nativamente con il Finder ma può essere utilizzato anche per mostrare i file individuati con Spotlight o i file archiviati da Time Machine.